# Jacek Ziober
Jacek Ziober (Łódź, 18 novembre 1965) è un ex calciatore polacco, di ruolo attaccante, eletto calciatore polacco dell'anno nel 1990.

## Carriera
Ha iniziato la sua carriera nel ŁKS Łódź, club nel quale giocò per tutti gli anni '80 nella massima serie polacca ottenendo come miglior risultato un quarto posto nella stagione 1987-1988. Negli anni '90 giocò quattro stagioni in Francia con il Montpellier HSC e tre in Spagna con l'Osasuna, la prima delle quali in massima serie e le restanti due in seconda divisione.

## Palmarès

### Individuale
- Calciatore polacco dell'anno: 1

1990